# World Trade Center (2001-presente)
Il World Trade Center (letteralmente Centro di Commercio Mondiale) è un complesso di edifici situato a Lower Manhattan, New York, Stati Uniti, che sostituisce il complesso originale omonimo situato nello stesso luogo, che fu distrutto negli attentati dell'11 settembre 2001. Il complesso avrà cinque nuovi grattacieli, quattro dei quali sono stati completati, un memoriale e un museo per le vittime degli attentati e un centro di trasporto o Transportation Hub. L'edificio principale del nuovo complesso è il One World Trade Center, l'edificio più alto degli Stati Uniti dal suo completamento a novembre 2014.
I suoi edifici si trovano tra i molti creati dalla World Trade Centers Association. Il World Trade Center originale fu il secondo che si costruì, e includeva le emblematiche Torri Gemelle, che aprirono i battenti nel 1973 e divennero i grattacieli più alti al mondo dopo la loro finalizzazione. Furono distrutte nella mattina dell'11 di settembre del 2001, quando i dirottatori affiliati ad Al Qaida fecero impattare due Boeing 767 contro le due torri in un atto coordinato di terrorismo. Gli attentati del World Trade Center provocarono la morte di 2.753 persone. Il seguente crollo provocò anche i danni alle strutture di molti degli edifici circostanti. Il processo di pulizia e recupero del sito del World Trade Center dopo gli attentati durò otto mesi, dopodiché iniziò la ricostruzione del complesso.
Dopo anni di ritardo e polemiche, la ricostruzione del World Trade Center poté iniziare. Il nuovo complesso include il One World Trade Center, 3 World Trade Center, 4 World Trade Center, 7 World Trade Center e altri due grattacieli per uffici in costruzione, che sono il 2 World Trade Center e il 5 World Trade  Center. Il nuovo World Trade Center comprende anche un museo e un memoriale, un cento performing arts e un centro di trasporto di dimensioni simili al Grand Central Terminal. Il One World Trade Center venne completato il 30 agosto 2012 e l'ultimo componente dell'antenna venne installato il 10 maggio 2013. Il One World Trade Center ha aperto i battenti il 3 novembre 2014. Il National September 11 Memorial & Museum è completato: il museo è stato aperto il 21 maggio 2014 e il memoriale l'11 settembre 2011. Il World Trade Center Transportation Hub ha aperto al pubblico il 4 marzo 2016 e il 3 World Trade Center l'11 giugno 2018. La costruzione del 2 World Trade Center è stata interrotta nel 2009, un nuovo progetto è stato annunciato nel 2015 ed è attualmente in costruzione.

## Complesso originale

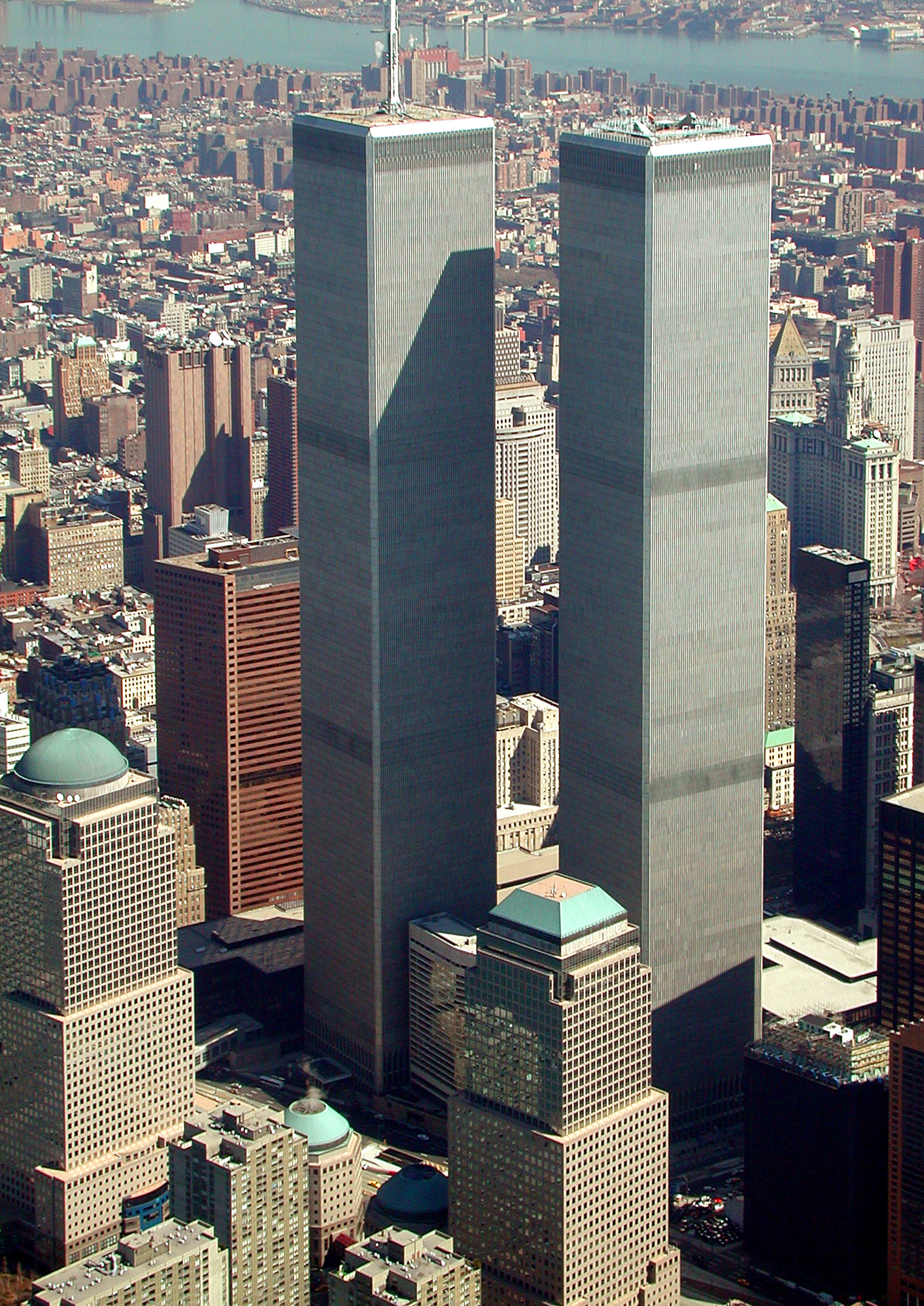
Il World Trade Center originale nel marzo 2001.

Il World Trade Center originale includeva le iconiche Torri Gemelle, che vennero aperte il 4 aprile 1973 ed erano i grattacieli più alti del mondo dopo la costruzione. Gli altri edifici del complesso erano il Marriott World Trade Center (3 WTC), 4 WTC, 5 WTC, 6 WTC e 7 WTC.
Il 24 luglio 2001, l'Autorità Portuale concluse un accordo per affittare il complesso a Larry Silverstein, che già era proprietario del 7 WTC. Per $3,2 miliardi, Silverstein ricevette il diritto legale di gestire il complesso per 99 anni.
Il World Trade Center originale è stato tuttavia distrutto la mattina dell'11 settembre 2001, quando dirottatori affiliati ad Al Qaida fecero impattare due Boeing 767 contro il complesso in un atto coordinato di terrorismo. Alle 8:46 (ET), un gruppo di cinque dirottatori fece impattare il volo 11 dell'American Airlines contro la facciata nord della Torre Nord. Alle 9:03, un altro gruppo di cinque dirottatori fece schiantare il volo 175 della United Airlines contro la facciata sud della Torre Sud. Dopo aver bruciato per 56 minuti, la Torre Sud crollò alle 9:59. Alle 10:28 anche la Torre Nord crollò, dopo aver bruciato per 102 minuti. Gli attacchi del World Trade Center uccisero 2.753 persone. Il successivo crollo causò danni alle strutture di diversi edifici circostanti e l'intero complesso fu rapidamente distrutto.
Il processo di pulizia e recupero ha avuto luogo ventiquattro ore al giorno per un periodo di otto mesi. Le macerie furono trasportate nella discarica di Fresh Kills a Staten Island. Il sindaco Rudy Giuliani era incaricato di coordinare gli sforzi di pulizia e recupero. Il 30 maggio 2002 si tenne una cerimonia per celebrare ufficialmente la fine del processo di pulizia.
Nel 2002 iniziò la costruzione del nuovo 7 World Trade Center, situato a nord del lotto principale del World Trade Center. Poiché non faceva parte del piano generale del complesso, la costruzione del nuovo 7 World Trade Center fu in grado di avviarsi senza ritardi. Sebbene il 7 World Trade Center non facesse parte del piano generale, Silverstein e Consolidated Edison riconobbero che la costruzione della torre avrebbe dovuto essere coerente con il piano generale. Il piano generale proponeva di riaprire diverse strade che erano state rimosse nel complesso originale, quindi il nuovo 7 World Trade Center è stato progettato in modo che Greenwich Street, che era bloccata dall'originale 7 World Trade Center, potesse essere continua attraverso il nuovo complesso. A novembre 2003, una stazione PATH temporanea aprì i battenti presso il World Trade Center, in attesa di essere sostituita da una stazione permanente che sarebbe stata progettata da Santiago Calatrava.

## Progettazione

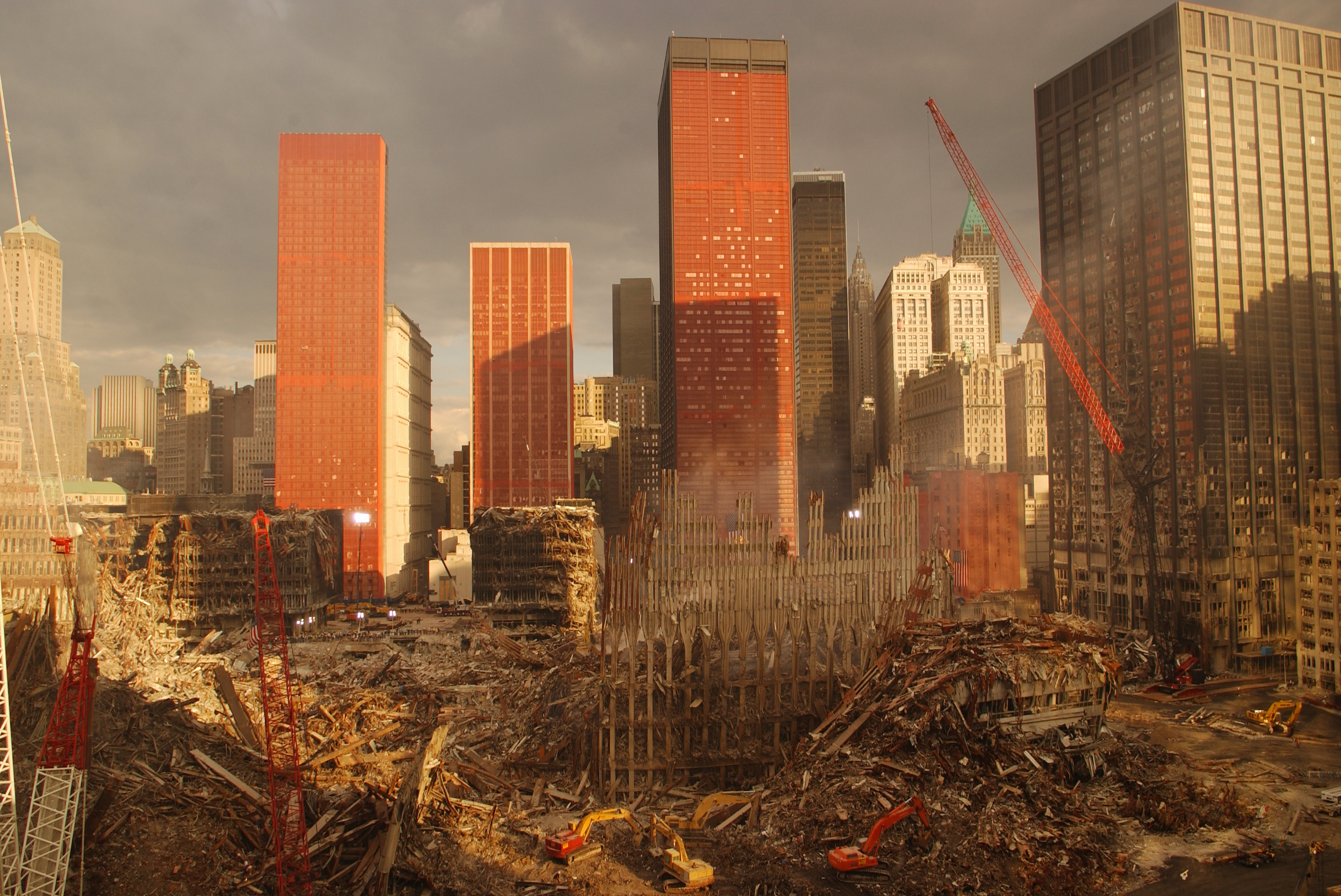
Il World Trade Center diciassette giorni dopo gli attentati dell'11 settembre. Gli edifici che circondano le torri crollate sono protetti da reti per prevenire ulteriori danni e ci sono grandi veicoli che eliminano i detriti.

Dopo gli attentati dell'11 settembre, il sindaco Rudy Giuliani, il governatore George Pataki e il presidente George W. Bush promisero di ricostruire il World Trade Center. Un giorno dopo gli attentati, Giuliani proclamò: «ricostruiremo, ne usciremo più forti di prima, politicamente ed economicamente. Lo skyline si alzerà di nuovo. Durante una visita nella zona del 14 settembre 2001, Bush si rivolse a una folla di lavoratori con un megafono. Un individuo nella folla disse: "Non posso sentirti", a cui Bush rispose, "Io posso sentirti. Il resto del mondo ti ascolta. E la gente che ha demolito questi edifici ci sentirà presto. In un successivo discorso al Congresso, il Presidente dichiarò: "Come simbolo della determinazione degli Stati Uniti, la mia amministrazione lavorerà insieme al Congresso e a questi due capi [il sindaco Giuliani e il governatore Pataki] per dimostrare al mondo che stiamo per ricostruire New York". La risposta dell'affittuario del World Trade Center Larry Silvestein fu immediata: “Sarebbe una tragedia tra le tragedie se questa parte di New York non fosse ricostruita. Significherebbe dare ai terroristi la vittoria che cercano.
Nei mesi successivi agli attentati, gli architetti e gli urbanisti tennero riunioni e forum per discutere idee per la ricostruzione del complesso. Nel suo ultimo discorso da sindaco, Giuliani sostenne che un "immenso memoriale" sarebbe stata l'unica cosa sul sito del World Trade Center. Nel frattempo, Larry Silverstein voleva costruire un nuovo World Trade Center al più presto possibile: i documenti assicurativi per il suo noleggio del vecchio World Trade Center non erano stati completati al momento degli attentati, quindi non era in grado di ricevere i benefici assicurativi a meno che non fosse stato ricostruito tutto lo spazio ufficio che era stato distrutto.George Pataki, l'allora governatore di New York, controllava l'Autorità Portuale insieme al governatore del New Jersey e aveva quindi il diritto di prendere la decisione finale sul complesso. Voleva bilanciare i desideri di persone come Giuliani, che non volevano alcun futuro sviluppo nella zona, con quelli di persone come Silverstein, che volevano costruire un nuovo World Trade Center il più presto possibile. A gennaio 2002, il mercante d'arte newyorkese Max Protetch sollecitò cinquanta concetti e rendering ad artisti e architetti, che espose nella sua galleria d'arte a Chelsea.

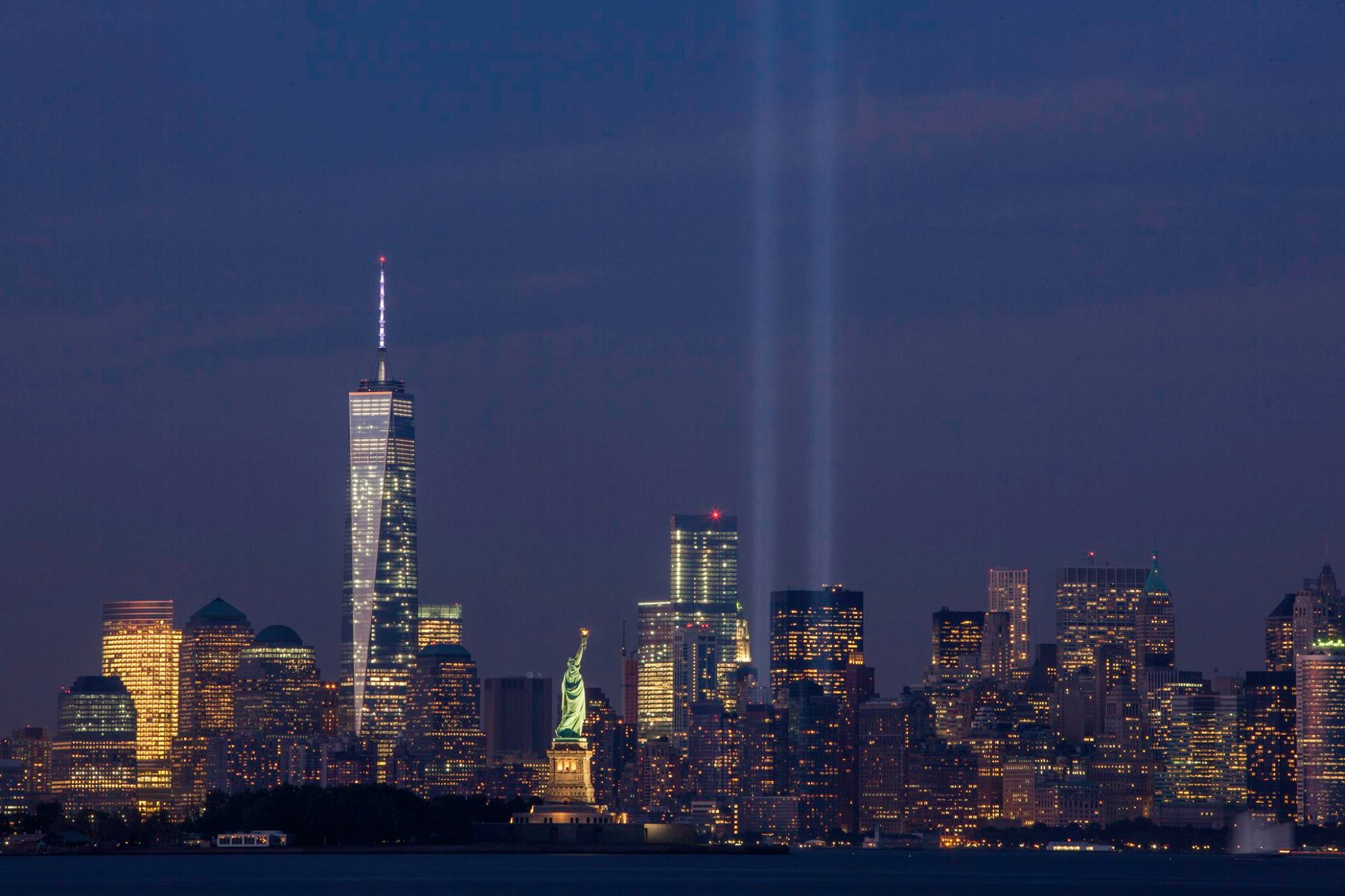
Il Tribute in Light, che iniziò a funzionare l'11 marzo 2002.

Nella progettazione del nuovo World Trade Center c'erano numerose parti interessate, tra cui Silverstein e l'Autorità Portuale. Inoltre, le famiglie delle vittime, i residenti dei quartieri circostanti e altri gruppi volevano partecipare alle decisioni. A novembre 2001, il governatore Pataki creò la Lower Manhattan Development Corporation (LMDC), una commissione ufficiale per la supervisione del processo di ricostruzione. Per evitare la necessità di approvazione da parte dell'Assemblea generale di New York, Pataki lasciò Sheldon Silver, il rappresentante della zona nell'assemblea statale, fuori dal processo decisionale relativo alla LMDC. La LMDC coordinava gli aiuti federali nel processo di ricostruzione e avrebbe collaborato con l'Autorità Portuale, Larry Silverstein e coloro che furono selezionati come architetti del complesso. La società, inoltre, si mantenne in contatto con la comunità locale, le imprese, il Municipio di New York e le famiglie delle vittime degli attentati. La LMDC era governato da un consiglio di amministrazione di sedici membri, metà nominati dal Governatore e l'altra metà dal Sindaco di New York. La LMDC aveva uno status legale discutibile sulla ricostruzione del World Trade Center, dovuto al fatto che l'Autorità Portuale possedeva la maggior parte del territorio e Larry Silverstein aveva il diritto legale di ricostruire il World Trade Center. Tuttavia, in un'articolazione dei suoi principi di azione ad aprile 2002, la LMDC ribadì il suo ruolo nella rivitalizzazione di Lower Manhattan.
Ad aprile 2002, la LMDC sollecitò proposte per progettare il nuovo World Trade Center a ventiquattro studi di architettura di Manhattan, ma presto ritirò queste richieste. Nel mese successivo, la LMDC scelse lo studio Beyer Blinder Belle per ridisegnare il World Trade Center. costruzione del nuovo 7 World Trade Center, che non faceva parte del nuovo complesso, è iniziata il 7 maggio 2002.  Il 16 luglio 2002, Beyer Blinder Belle presentò sei concetti per ridisegnare il World Trade Center. Tutti e sei i progetti furono classificati come "cattivi" dai 5.000 newyorkesi che presentarono i loro commenti, quindi la LMDC annunciò un nuovo studio internazionale a progetto aperto. In un comunicato stampa dell'agosto 2002, la LMDC annunciò che si sarebbe tenuto un concorso di architettura per il piano generale per il nuovo World Trade Center. Il mese seguente, la LMDC, insieme a The New York New Visions (una coalizione di ventuno organizzazioni di architettura, ingegneria, pianificazione urbana, architettura del paesaggio e progettazione) annunciò i sette semifinalisti. I seguenti sette studi di architettura furono invitati a competere per essere l'architetto del nuovo piano generale del World Trade Center:
- Foster and Partners (Norman Foster).[45]
- Studio Daniel Libeskind (Daniel Libeskind).[45]
- Meier Eisenman Gwathmey Holl (Peter Eisenman, Richard Meier, Charles Gwathmey e Steven Holl), noti come "The New York Five".[45]
- Skidmore, Owings and Merrill.[45]
- THINK Team (Shigeru Ban, Frederic Schwartz, Ken Smith e Rafael Viñoly).[45]
- United Architects.[45]

Anche Peterson Littenberg, un piccolo studio di architettura di New York assunto da LMDC come consulente l'estate precedente, fu invitato a partecipare come settimo semifinalista. I sette semifinalisti presentarono al pubblico le loro proposte il 18 dicembre 2002 nel Giardino d'Inverno del World Financial Center. A causa del grande interesse pubblico, NY1 trasmise le presentazioni in diretta televisiva. Nelle settimane successive, lo studio Skidmore, Owings & Merrill ritirò la proposta dal concorso.
Giorni prima dell'annuncio dei due finalisti nel febbraio 2003, Larry Silverstein scrisse al presidente della LMDC John Whitehead per esprimere la sua disapprovazione per tutte le proposte semifinaliste. Silverstein dichiarò di avere il diritto esclusivo di decidere cosa doveva essere costruito in quanto beneficiario del risarcimento assicurativo per le Torri Gemelle. Annunciò di aver scelto Skidmore, Owings and Merrill per progettare il nuovo complesso.
Il 1º febbraio 2003, la LMDC scelse due finalisti, il Team THINK e lo Studio Daniel Libeskind, e decise di scegliere il vincitore alla fine del mese. Rafael Viñoly del THINK Team e lo Studio Daniel Libeskind presentarono i loro progetti finali alla LMDC, che scelse il design del THINK Team. Lo stesso giorno, tuttavia, il membro della LMDC Ronald Betts aveva convocato una riunione in cui avevano concordato di votare il progetto del Team THINK prima di rivedere le osservazioni finali. Il governatore Pataki, che aveva originariamente commissionato la decisione alla LMDC, intervenne e ribaltò la decisione della LMDC. In questo modo, il 27 febbraio 2003, lo Studio Daniel Libeskind vinse ufficialmente il concorso e divenne l'architetto del nuovo World Trade Center.
La proposta originale di Libeskind, intitolata Memory Foundations (Fondamenti della Memoria) fu ampiamente rivista in collaborazione con Silverstein e Skidmore, Owings & Merrill, lo studio di architettura assunto da Silverstein. L'edificio principale del progetto era il One World Trade Center, 541 m d'altezza, e comprendeva anche diverse torri per uffici e un memoriale. Nel concorso commemorativo del World Trade Center, a gennaio 2004 fu scelto il progetto di Michael Arad e Peter Walker intitolato Reflecting Absence.
Sebbene Libeskind abbia progettato il piano generale per il complesso, gli edifici sono stati progettati da diversi architetti. Sebbene non tutte le idee di Libeskind siano state mantenute nel progetto finale, rafforzò la sua idea che le impronte delle Torri Gemelle sarebbero dovute diventare un memoriale e non essere utilizzate per scopi commerciali grazie al supporto che ottenne dal pubblico. Di conseguenza, gli avvocati di Libeskind (dello studio legale di New York Wachtell Lipton) avviarono un lungo processo di negoziazione che richiese diversi anni per raggiungere un accordo sul progetto definitivo per il nuovo complesso. Il primo passo in questo processo, condotto nel 2003, fu lo "scambio" in cui Silverstein rinunciò ai suoi diritti sulle fondamenta delle Torri Gemelle in modo che potessero essere trasformate in un memoriale e in cambio ricevette il diritto di costruire cinque torri nel sito circostante. Questo "scambio" e le successive trattative, che sono durate diversi anni, furono considerati l'operazione immobiliare più complessa della storia a causa della difficoltà delle questioni da affrontare, dei numerosi gruppi di interesse coinvolti e della difficoltà di raggiungere un consenso.

### Critiche
Ci furono molti dibattiti sul futuro di Ground Zero dopo la distruzione del World Trade Center. Il disaccordo su chi possedesse il terreno e le polemiche su ciò che sarebbe stato costruito impedirono la ricostruzione del complesso per diversi anni. Alcuni volevano che le Torri Gemelle fossero ricostruite, ma con un'altezza maggiore rispetto a prima. Il progetto per le nuove Torri Gemelle si chiamava Twin Towers II ed era guidato da un'organizzazione informale chiamata Twin Towers Alliance. Altri non volevano che fosse costruito nulla o volevano che l'intera area diventasse un memoriale. Infine, fu raggiunto un accordo su un piano generale che includeva un memoriale e un museo in cui erano situate le Torri Gemelle e sei nuovi grattacieli attorno ad esso.
L'originale World Trade Center includeva uno spettacolare bar al 107º piano chiamato Windows on the World e il suo Greatest Bar in the World; entrambi erano importanti attrazioni turistiche della città e un luogo di incontro per le persone che lavoravano nelle torri. Questo ristorante ospitava anche una delle scuole di vino più prestigiose degli Stati Uniti, chiamata Windows on the World Wine School, gestita dal personaggio del vino Kevin Zraly. Nonostante abbia assicurato numerose volte che queste attrazioni turistiche sarebbero state ricostruite, l'Autorità Portuale ha escluso di ricostruirle, il che ha offeso alcuni critici.
Un episodio del 2010 della CBS intitolato 60 Minutes si concentrava sulla mancanza di progressi a Ground Zero, in particolare sulla mancanza di date di completamento pianificate per la costruzione delle torri. La torre principale, il 1 World Trade Center, aveva attraversato tre diversi progetti, con i ritardi e i costi che ciò comporta. Uno studio indicò che l'Autorità Portuale stimava che l'intero complesso sarebbe stato completato nel 2037 e che miliardi di dollari erano stati spesi per il progetto, mentre un giornalista osservò che "Ground Zero continua ad essere un buco nel suolo". Durante un'intervista per lo spettacolo, Larry Silverstein dichiarò: "Sono la persona più frustrata del mondo, ho 78 anni e mi piacerebbe vederlo costruito in vita".
Lo stesso One World Trade Center ricevette critiche dall'inizio della sua fase di progettazione. Il progetto originale dell'edificio era asimmetrico, significativamente più basso, ma fu accolto con molta disapprovazione, causando la realizzazione di un nuovo progetto. Uno degli elementi fondamentali del progetto finale, la base fortificata e senza finestre, fu criticato per apparire lugubre e poco accogliente. Per risolvere questo problema, i progettisti decisero di rivestirla con pannelli di vetro prismatici. Anche il cambio di nome da Freedom Tower ("Torre della Libertà") a One World Trade Center ricevette alcune critiche. Quindi, nel 2003 il governatore di New York George Pataki dichiarò che "la Freedom Tower non sarà il One World Trade Center, sarà la Freedom Tower".

## Costruzione

Piano del nuovo World Trade Center.

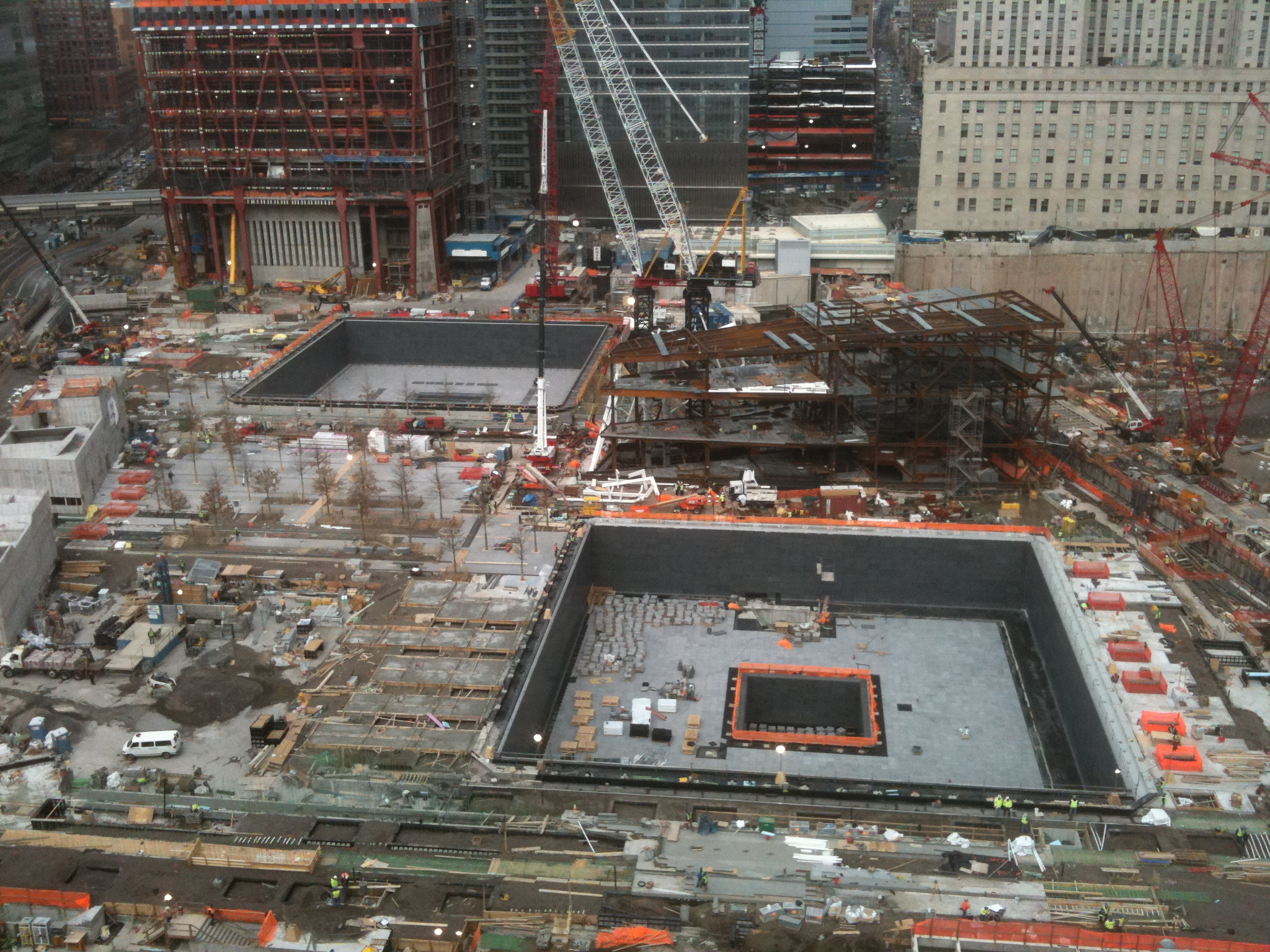
La costruzione del memoriale nel dicembre 2010.

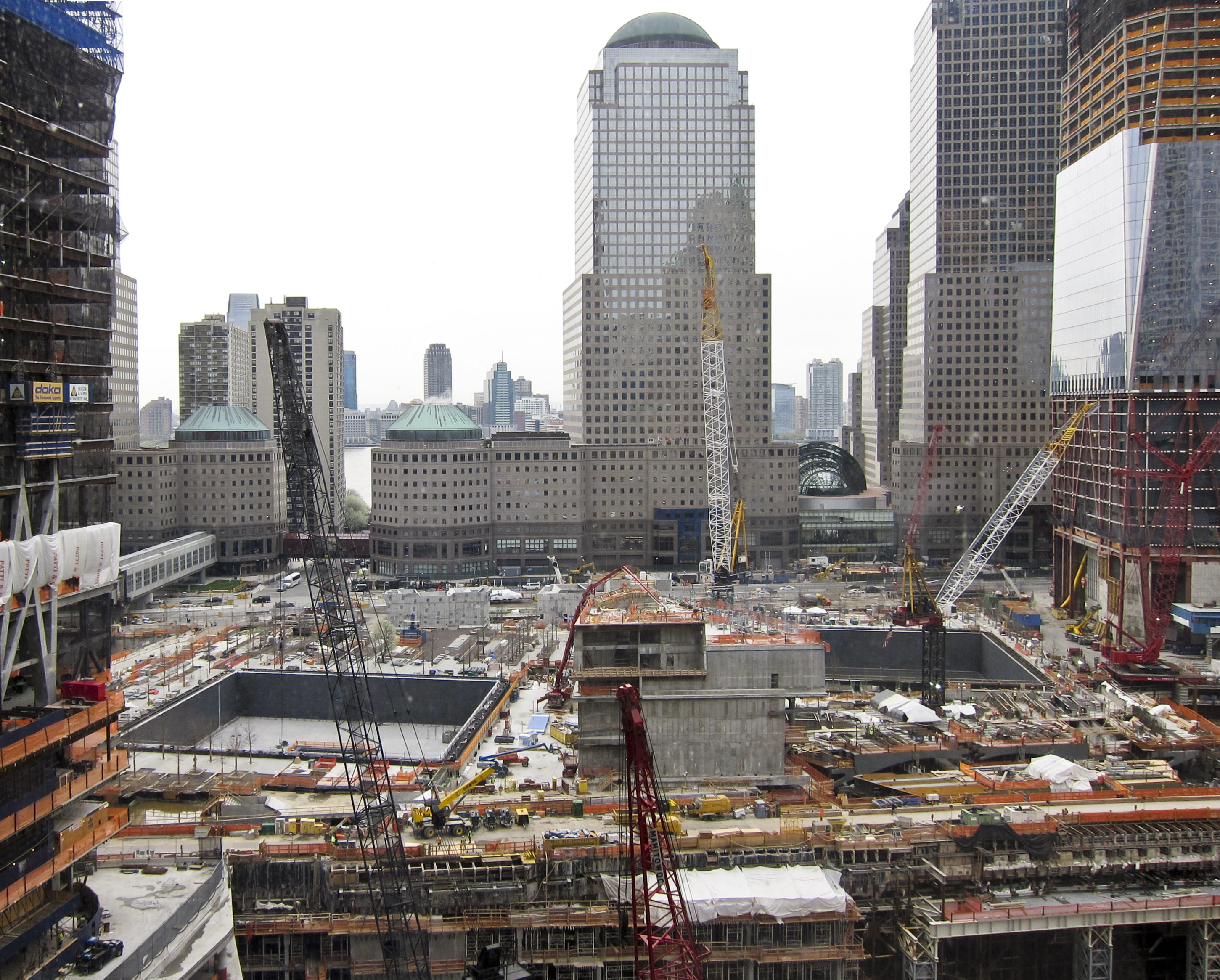
Progressi dei lavori nell'aprile 2011, guardando a ovest dal diagramma del centro di trasporto.

Il progetto del World Trade Center fu finalizzato nel 2004, però il Dipartimento di Polizia di New York sollevò problemi di sicurezza su diversi edifici, ritardando la costruzione dell'intero complesso di due anni. Il nuovo progetto del Transportation Hub, che aveva il doppio del numero di colonne portanti, ritardò le scadenze di costruzione. Nel progetto originale, la costruzione del Memoriale e del Museo dell'11 settembre sarebbe iniziata dopo che il Transportation Hub sarebbe stato completato poiché il suo tetto costituiva la base su cui sarebbero poggiate le mura del memoriale e del museo. A causa del ritardo di due anni e della pressione delle famiglie delle vittime per il completamento del memoriale per il decimo anniversario degli attacchi, si è deciso di concentrarsi sulla costruzione del memoriale e di rinviare la costruzione del Transportation Hub, che aumentò il costo stimato a circa 3,4 miliardi di dollari. Quell'anno fu anche annunciato che nel complesso sarebbe stato costruito un centro di arti sceniche o Performing Arts Center.
Nel 2006, l'Autorità Portuale assunse la proprietà del One World Trade Center da Silverstein Properties. Lo sviluppatore del progetto Tishman Construction Corporation era il direttore della costruzione in quel momento. Il 13 marzo 2006, i lavoratori arrivarono a Ground Zero per rimuovere il resto dei detriti e iniziare i lavori di rilevamento. Questo segnò l'inizio ufficiale della costruzione del National September 11 Memorial & Museum, anche se non fu senza polemiche e lamentele da parte di alcuni parenti. Ad aprile 2006, l'Autorità Portuale e Larry Silverstein raggiunsero un accordo in base al quale Silverstein rinunciò al diritto di costruire la Freedom Tower e la Tower 5 in cambio delle torri 2, 3 e 4 finanziate con i Liberty bonds. Il 27 aprile 2006 venne posata la prima pietra della Freedom Tower. L'edificio fu progettato con un'altezza di 417 m, l'altezza dell'originale Torre Nord del World Trade Center e la sua guglia salgono all'altezza simbolica di 541 m (1.776 piedi), riferimento all'anno in cui fu firmata la Dichiarazione di Indipendenza degli Stati Uniti.
A maggio 2006, gli architetti Richard Rogers e Fumihiko Maki furono annunciati rispettivamente come architetti delle Torri 3 e 4. I progetti finali per le torri 2, 3 e 4 furono svelati il 7 settembre 2006. Il 2 World Trade Center, o 200 Greenwich Street, dovrebbe avere un'altezza di 382 m e un'antenna per treppiede 29 m d'altezza che aumenterebbe la sua altezza totale a 411 m. Il 3 World Trade Center, o 175 Greenwich Street, ha un'altezza di 352 m e un'altezza massima di 383 m. Il 4 World Trade Center, o 150 Greenwich Street, ha un'altezza di 288 m. Il nuovo 7 World Trade Center ha aperto i battenti il 23 maggio 2006, ottenendo la certificazione LEED oro per la sua efficienza energetica ed essendo la prima torre del nuovo complesso da completare. La costruzione di questo edificio fu considerata una priorità perché la sottostazione di Consolidated Edison ai piani inferiori dell'edificio doveva essere restaurata per soddisfare le esigenze energetiche di Lower Manhattan.
Il 22 giugno 2007, l'Autorità Portuale annunciò che JPMorgan Chase avrebbe costruito la Torre 5, un edificio di 42 piani sul blocco precedentemente occupato dal Deutsche Bank Building, e Kohn Pedersen Fox fu scelto come architetto dell'edificio. Quattro celebri architetti, tra cui l'architetto spagnolo Santiago Calatrava, che ha progettato il Transportation Hub, il progettatore del One WTC David Childs di Skidmore, Owings and Merrill e il famoso architetto britannico Norman Foster di Foster and Partners, che progettò la torre 2, miglioreranno l'atmosfera a livello stradale del nuovo complesso. Tuttavia, l'acquisizione di Bear Stearns da parte di JPMorgan a marzo 2008 causò lo stallo della costruzione del 5 World Trade Center, poiché la società cambiò i suoi piani e trasferì la sua sede centrale al 383 Madison Avenue.
La costruzione del 3 World Trade Center iniziò nell'autunno del 2008 e a maggio 2009 l'Autorità Portuale propose di ridurre la torre a soli quattro piani. Nel frattempo, proseguirono i lavori per il 1 World Trade Center, ma lo scavo e la costruzione delle sue fondamenta durarono il doppio del tempo impiegato in condizioni normali a causa dell'esistenza della vicina linea metropolitana sotto West Broadway. Il 1 World Trade Center ha raggiunto il livello del suolo nel 2010. Da allora, è progredito al ritmo di un piano a settimana. La casa editrice Condé Nast decise di spostare la sua sede principale al 1 World Trade Center nel 2010.
In origine, la Chiesa greco-ortodossa di San Nicola, che fu distrutta negli attentati del 2001, doveva essere ricostruita fuori dal complesso: il 23 luglio 2008, l'Autorità Portuale raggiunse un accordo con i dirigenti della chiesa per acquistare il terreno di 110 metri quadrati, che occupava la chiesa, per 20 milioni di dollari e che la chiesa si trasferisse in un altro posto. Tuttavia, nel 2009 gli ufficiali non riuscirono a onorare i propri impegni, spingendo la Diocesi greco-ortodossa degli Stati Uniti a denunciare l'Autorità Portuale per non aver ricostruito la chiesa. Il 14 ottobre 2011 venne firmato un accordo per la ricostruzione della chiesa che pose fine a qualsiasi azione legale.
Ad agosto 2011, il One World Trade Center era alto 80 piani e la sua vetrata raggiungeva il 54º piano, il 4 World Trade Center era 38 piani e la sua vetrata raggiungeva il 15º piano, il vecchio edificio della Deutsche Bank era stato completamente demolito e l'Autorità Portuale stava lavorando al suo centro di sicurezza dei veicoli. Il memoriale aprì ufficialmente le sue porte alle famiglie delle vittime l'11 settembre 2011, decimo anniversario degli attentati, e al pubblico il 12 settembre. La costruzione della fondazione per il 5 World Trade Center iniziò nel settembre 2011. A dicembre 2011 furono completate le fondamenta del 2 World Trade Center e sono iniziati i lavori di costruzione della struttura.
All'inizio di dicembre 2013, la società australiana Westfield ha annunciato che avrebbe investito $800 milioni per ottenere il pieno controllo dello spazio commerciale del nuovo World Trade Center. Westfield, la più grande società di centri commerciali in Australia, ha acquistato il restante 50% della parte commerciale del complesso dall'Autorità Portuale, aumentando il suo investimento totale a oltre $1,4 miliardi. La costruzione di Liberty Park, un nuovo parco sopraelevato, è iniziata alla fine del 2013, quando è stato completato il Vehicle Security Center (Centro di sicurezza dei veicoli) su cui si trova. L'Autorità Portuale ha stanziato circa $50 milioni per la costruzione del parco a dicembre 2013.
Il museo ha aperto i battenti il 15 aprile 2014 alle famiglie delle vittime, e al pubblico sei giorni dopo. Allo stesso tempo, il memoriale ha reso superfluo l'acquisto dei biglietti per accedervi, fornendo non solo l'accesso pedonale alle future torri, ma anche un percorso attraverso il complesso verso il memoriale e le strade circostanti. La costruzione del 3 World Trade Center è ripresa ad agosto 2014 ed e venne stimato che sarebbe stato completato nel 2018. A settembre 2014 è stato annunciato che il progetto del Performing Arts Center era stato annullato; e la costruzione doveva iniziare a dicembre 2014. La cerimonia di benedizione del sito della Chiesa greco-ortodossa di San Nicola e la posa simbolica della prima pietra si sono tenute ad ottobre 2014 e la costruzione dovreva essere completata entro due anni. Il One World Trade Center ha aperto i battenti il 3 novembre 2014 e i primi 170 dipendenti del suo inquilino principale, Condé Nast, hanno iniziato a lavorare lì. A giugno 2015, gli architetti del 3 World Trade Center hanno rimosso la guglia che avrebbe avuto sul tetto per standardizzare il suo design con i tetti delle torri 2 e 4. Anche la guglia del 2 World Trade Center è stata cancellata a causa della selezione di un nuovo progetto per la torre.
Il Transportation Hub è stato inaugurato formalmente il 3 marzo 2016, con molti anni di anticipo rispetto al previsto e un bilancio di qualche miliardo di dollari. Il Liberty Park è stato aperto il 29 giugno 2016 mentre il primo gruppo di negozi del Westfield World Trade Center, situato parzialmente all'interno del Transportation Hub, è stato aperto il 16 agosto 2016. Il Performing Arts Center è stato ribattezzato quell'estate in onore dell'uomo d'affari Ronald Perelman, che ha donato $75 milioni per la sua costruzione e l'8 settembre 2016 è stato presentato un nuovo progetto per l'edificio. Il 3 World Trade Center è stato incoronato ad ottobre 2016. Il 29 novembre 2016, la Chiesa greco-ortodossa di San Nicola è stata incoronata con una croce temporanea in una cerimonia.
Il 27 marzo 2017 è stato annunciato che la costruzione del Perelman Performing Arts Center sarebbe stata rinviata a causa di controversie sul suo finanziamento. La costruzione del parcheggio sotterraneo è iniziata nell'agosto 2017 e il centro stesso dovrebbe essere costruito tra il 2018 e il 2020. Nello stesso mese, l'autorità portuale ha installato l'iconica scultura The Sphere all'interno del Liberty Park, guardando verso la sua posizione originale dell'ex World Trade Center. Fino ad allora, la scultura di Fritz Koenig, danneggiata negli attentati, era stata a Battery Park. Nel 16º anniversario degli attentati dell'11 settembre, un articolo di Curbed New York affermava che sebbene "esistesse di nuovo un World Trade Center", non era stato finalizzato: il 3 World Trade Center non era ancora stato aperto; le torri 2 e 5 non avevano date di completamento definitive; e la chiesa e il Performing Arts Center erano ancora in costruzione. A quel tempo, il 3 World Trade Center doveva aprire nella primavera del 2018, mentre la chiesa avrebbe dovuto fare lo stesso a novembre 2018.

## Edifici
Il nuovo World Trade Center è composto da cinque torri, un memoriale e un museo dell'11 settembre, un centro commerciale, uno svincolo, un parcheggio, un parco, una chiesa e un centro per le arti dello spettacolo. Al gennaio 2022, i progressi nella costruzione del complesso sono i seguenti:
| Nome                                                               | Immagine | Data di inizio costruzione | Data di completamento | Riepilogo della costruzione | Altezza/ (Altezza con guglia)                    | Stato attuale |
| ------------------------------------------------------------------ | -------- | -------------------------- | --------------------- | --- | ------------------------------------------------ | ------------- |
| One World Trade Center                                             |          | 27 aprile 2006             | 3 novembre 2014       | La costruzione è iniziata nell'aprile del 2006, due anni dopo la posa delle colonne di acciaio e delle fondamenta. Nello stesso anno l'Autorità Portuale ha preso il posto della Silverstein Properties come sviluppatore del progetto. La Tishman Construction Corporation è il direttore dei lavori. È stato inaugurato il 3 novembre 2014. | 417 metri (1 368 ft) (541,32 metri (1 776,0 ft)) | Completato    |
| Two World Trade Center                                             |          | 10 novembre 2008           | 2022 - 2023           | La costruzione è iniziata il 1º giugno 2010. Sarà completata nel 2022 - 2023. | 382 metri (1 253 ft) (410 metri (1 350 ft))      | In attesa     |
| Three World Trade Center                                           |          | 10 novembre 2008           | 11 giugno 2018        | La costruzione è iniziata nel marzo del 2008. È stata completata l’11 giugno 2018. Nel marzo 2010 Silverstein Properties e l'Autorità Portuale di New York e New Jersey hanno stipulato un accordo per far raggiungere all'edificio i 400 000 metri quadrati di superficie totale; l'edificio doveva raccogliere 300 milioni di dollari per ricevere dei finanziamenti. Nel 2012 vi fu un secondo accordo di far costruire il 3 World Trade Center su oltre 70 piani. | 352 metri (1 155 ft) (383 metri (1 257 ft))      | Completato    |
| Four World Trade Center                                            |          | 22 gennaio 2008            | 13 novembre 2013      | La costruzione è iniziata nel 2008. È stato inaugurato il 13 novembre 2013. | 288 metri (945 ft)                               | Completato    |
| Five World Trade Center                                            |          | 9 settembre 2011           | 2028                  | La costruzione è iniziata il 9 settembre 2011. L'Autorità Portuale agisce come sviluppatore dell'edificio. | 226 metri (741 ft)                               | In attesa     |
| Seven World Trade Center                                           |          | 7 maggio 2002              | 23 maggio 2006        | Iniziato nel 2002 e inaugurato il 23 maggio 2006, ha ottenuto la certificazione LEED. | 207 metri (679 ft)                               | Completato    |
| National September 11 Memorial                                     |          | 13 marzo 2006              | 11 settembre 2011     | Il Memoriale è stato inaugurato l'11 settembre 2011, in occasione del decimo anniversario degli attacchi. |                                                  | Completato    |
| National September 11 Museum                                       |          | 13 marzo 2006              | 21 maggio 2014        | Il museo è stato inizialmente previsto per l'apertura dell'11 settembre 2012, un anno dopo l'apertura del Memorial. Tuttavia, la costruzione è stata interrotta nel dicembre 2011 a causa di controversie finanziarie tra l'Autorità Portuale di New York e New Jersey e la National September 11 Memorial and Museum Foundation, decidendo chi dovrebbe essere responsabile dei costi dell'infrastruttura. Queste controversie sono state risolte e la costruzione è ripresa il 13 marzo 2012. Altri ritardi sono stati causati quando l'uragano Sandy ha significativamente danneggiato il sito nel novembre 2012. Il museo è stato completato e aperto alle famiglie delle vittime il 15 maggio 2014 e aperto al pubblico il 21 maggio 2014. |                                                  | Completato    |
| World Trade Center Transportation Hub                              |          | 26 aprile 2010             | 3 marzo 2016          | La stazione è stata aperta il 3 marzo 2016. |                                                  | Completato    |
| Fulton Center                                                      |          | 2005                       | 10 novembre 2014      | La stazione è stata aperta il 10 novembre 2014. |                                                  | Completato    |
| Westfield World Trade Center                                       |          | 2007                       | 16 agosto 2016        | Il centro commerciale è stato aperto il 16 agosto 2016. |                                                  | Completato    |
| Ronald O. Perelman Performing Arts Center (Performing Arts Center) |          | 2017                       | 2023                  | Fino al 2014 la zona destinata era occupata dalla stazione temporanea della PATH. Con l'apertura della stazione permanente i lavori sono cominciati nel 2017 e dovrebbero finire nel 2023. |                                                  | Completato    |
| Vehicular Security Center                                          |          | 10 novembre 2011           | 2017                  | I lavori sono iniziati il 10 novembre 2011 e sono stati completati nel 2017. |                                                  | Completato    |
| Liberty Park                                                       |          | 20 novembre 2013           | 29 giugno 2016        | I lavori sono iniziati il 20 novembre 2013 e sono finiti il 29 giugno 2016. |                                                  | Completato    |
| Chiesa greco-ortodossa di San Nicola                               |          | 18 ottobre 2014            | aprile 2022           | I lavori sono iniziati nel 2014 e la chiesa sarà edificata all'incrocio di Liberty e Greenwich Street. La chiesa è stata consacrata il 4 luglio 2022.. |                                                  | Completato    |
| Fiterman Hall                                                      |          | marzo 2008                 | 27 agosto 2012        | I lavori dell'edificio sono iniziati nel 2008 e sono stati completati nel 2012. |                                                  | Completato    |

### Torri

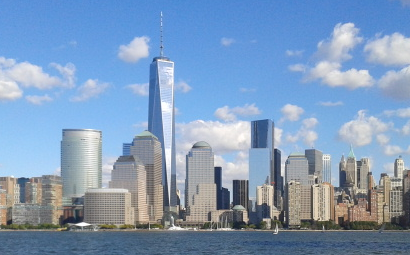
Vista di Lower Manhattan da Jersey City a settembre 2013. Si può vedere il One World Trade Center (al centro a sinistra) e il 4 World Trade Center (al centro a destra).

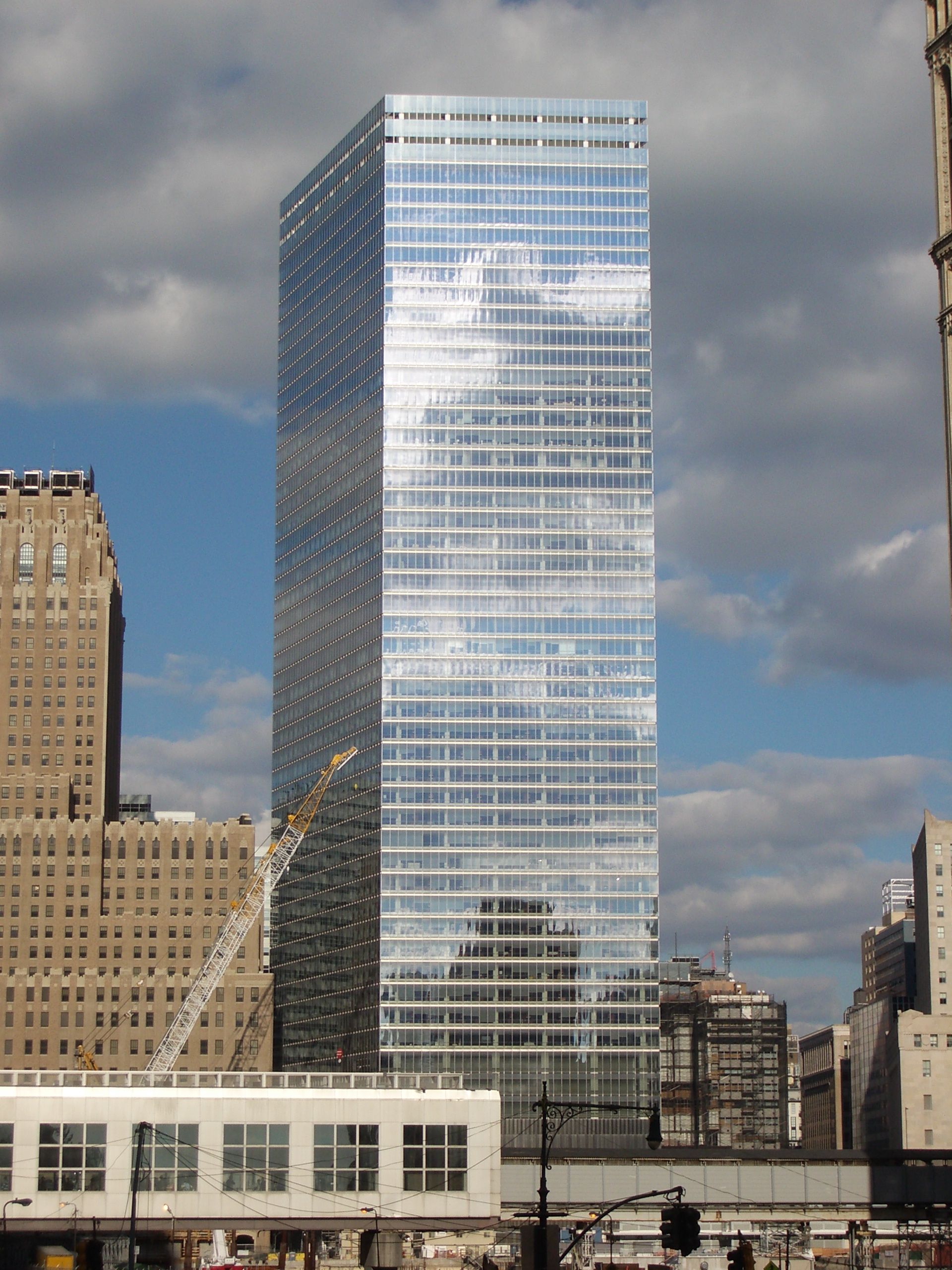
Il 7 World Trade Center, già completato, nel 2008.

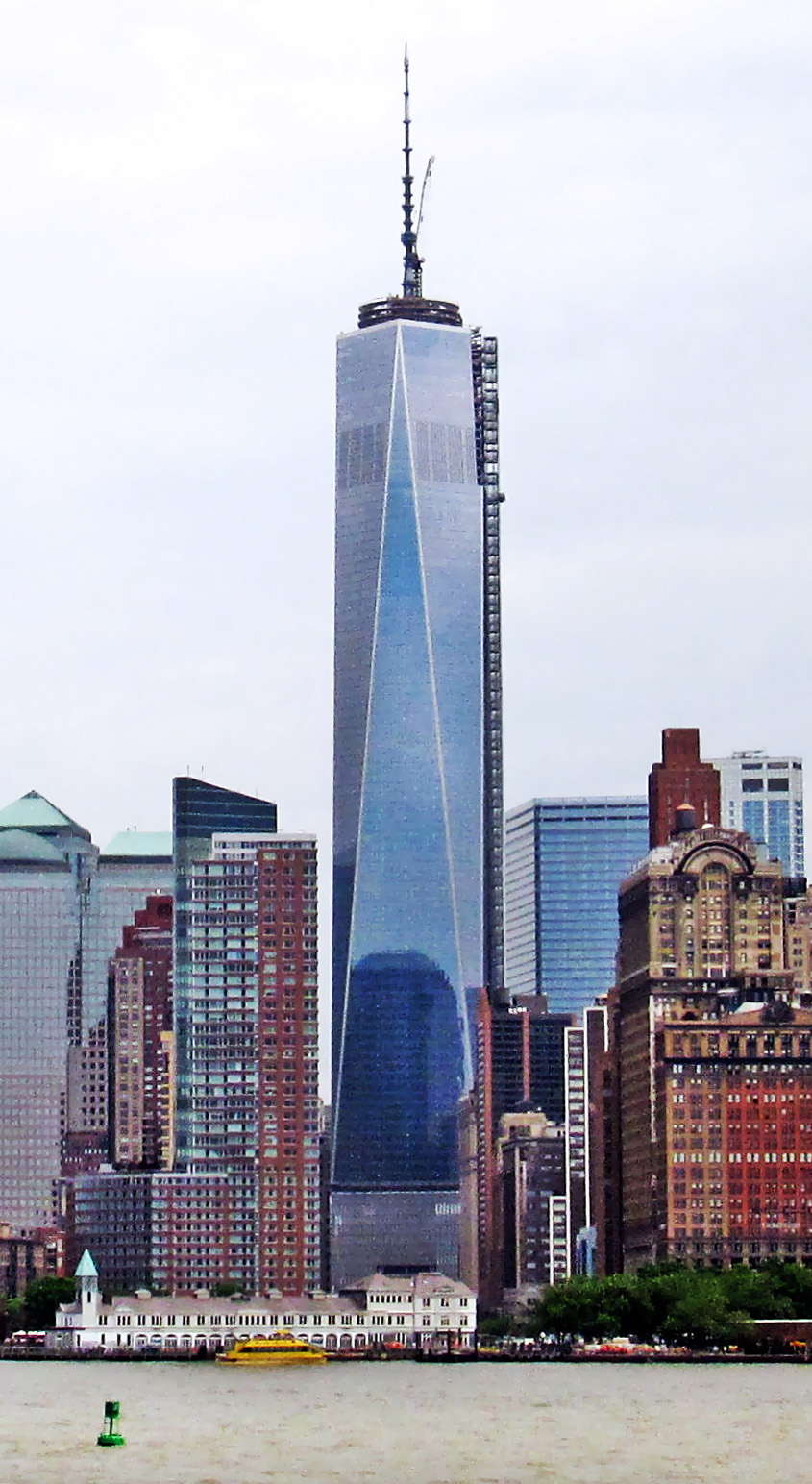
Il One World Trade Center in costruzione, visto dal traghetto di Staten Island a giugno 2013.

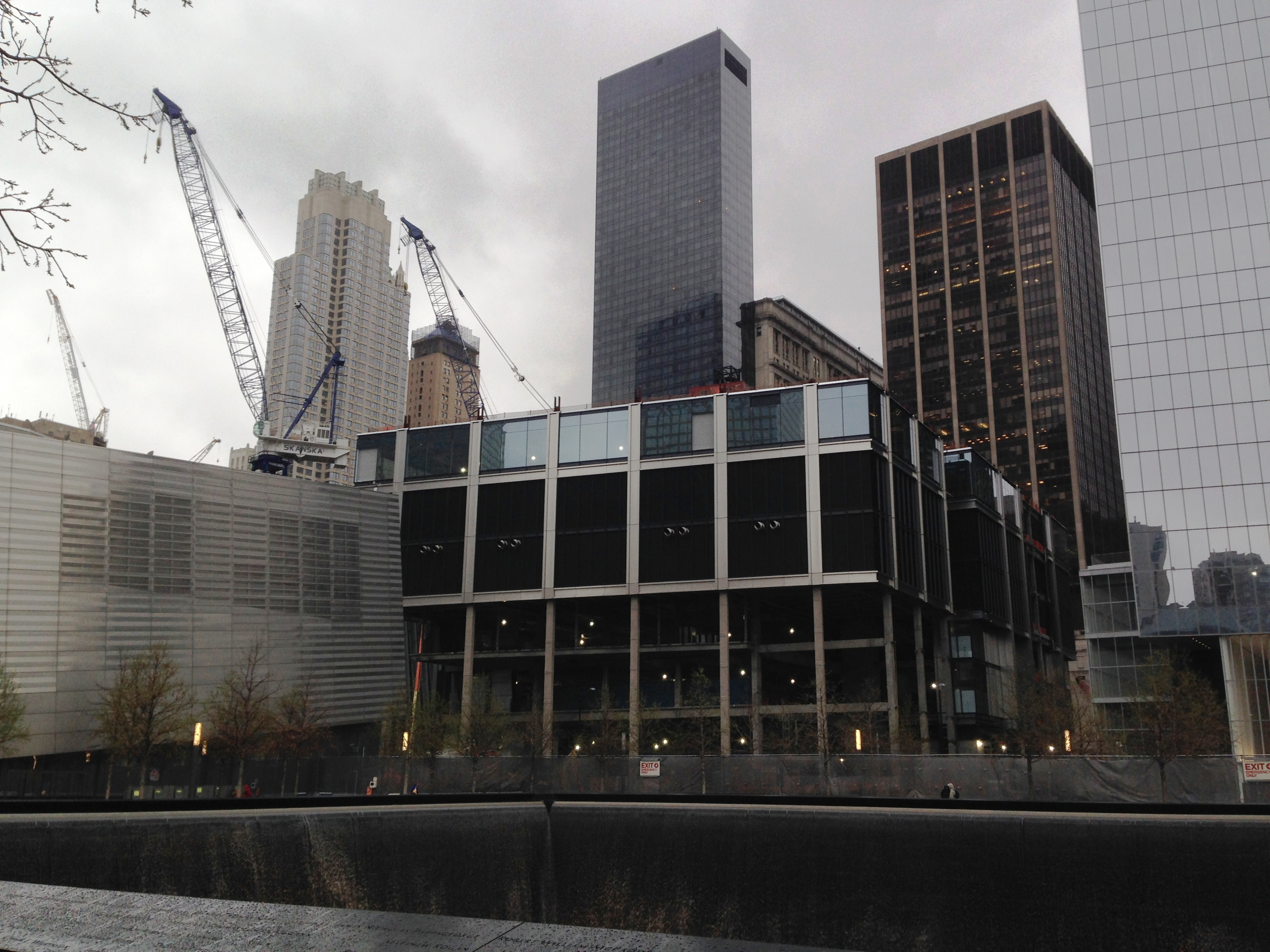
Stato di avanzamento dei lavori ad aprile 2014 guardando ad est dal memoriale. In primo piano, il 3 World Trade Center incompleto.

Il One World Trade Center (precedentemente chiamato Freedom Tower) è il fulcro del progetto di Libeskind. È alto 417 metri, l'altezza dell'originale World Trade Center 1 e con la sua antenna raggiunge i 541 metri (1.776 piedi). Questa altezza è simbolica perché si riferisce all'anno 1776, in cui venne firmata la Dichiarazione d'indipendenza degli Stati Uniti d'America. Il progetto della torre è stato il risultato della collaborazione tra lo Studio Daniel Libeskind e Skidmore, l'architetto David Childs di Owings & Merrill. Childs ha lavorato come progettista di torri e amministratore del progetto e Libeskind ha collaborato alla progettazione concettuale. L'edificio ha aperto i battenti il 3 novembre 2014.
Il 2 World Trade Center, noto anche come 200 Greenwich Street, è stato progettato dall'architetto danese Bjarke Ingels. I giardini dell'edificio collegano l'adiacente quartiere Tribeca con il distretto finanziario del World Trade Center. La costruzione dell'edificio a livello del suolo è stata completata a metà del 2013, ma il resto dell'edificio non è ancora stato costruito in attesa di trovare abbastanza inquilini.
Richard Rogers Partnership ha progettato il 3 World Trade Center, o 175 Greenwich Street, che si trova di fronte a Greenwich Street dalle due fontane del memoriale. Le basi e il podio sono stati completati nell'ottobre 2013. Dopo una pausa di due anni, la costruzione della torre è iniziata nell'agosto 2014 e è stata inaugurata l'11 giugno 2018.
Il 4 World Trade Center, noto anche come 150 Greenwich Street, è stato progettato da Maki and Associates. L'edificio è stato inaugurato a novembre 2013, diventando la seconda torre completata del complesso, dopo il 7 World Trade Center.
Il 5 World Trade Center, noto anche come 130 Liberty Street, è stato progettato da Kohn Pedersen Fox e sarà situato sul sito dell'ex Deutsche Bank Building. Il 22 giugno 2007, l'Autorità Portuale annunciò che JPMorgan Chase avrebbe affittato questo edificio di 42 piani per installarvi la sua sede di investimento. Tuttavia, l'acquisizione di Bear Stearns da parte di JP Morgan a marzo 2008 mise in discussione il futuro di questo edificio, poiché la società decise di spostare i suoi uffici a 383 Madison Avenue. I lavori sono iniziati il 9 settembre 2011. Sebbene la fondazione sia stata completata nel 2013, la costruzione della struttura principale non è mai iniziata ed è paralizzata a tempo indeterminato.
Il 7 World Trade Center è fuori dalla proprietà dell'Autorità Portuale. È stato progettato da David Childs di Skidmore, Owings & Merrill e inaugurato il 23 maggio 2006.  È alto 226 m e ha 52 piani. È stata la prima torre del complesso ad aprire, ottenendo la certificazione LEED oro.

### Museo e memoriale

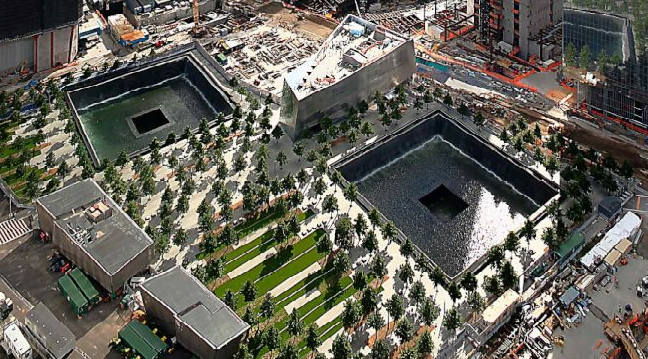
Le due piscine commemorative e il museo nel 2012.

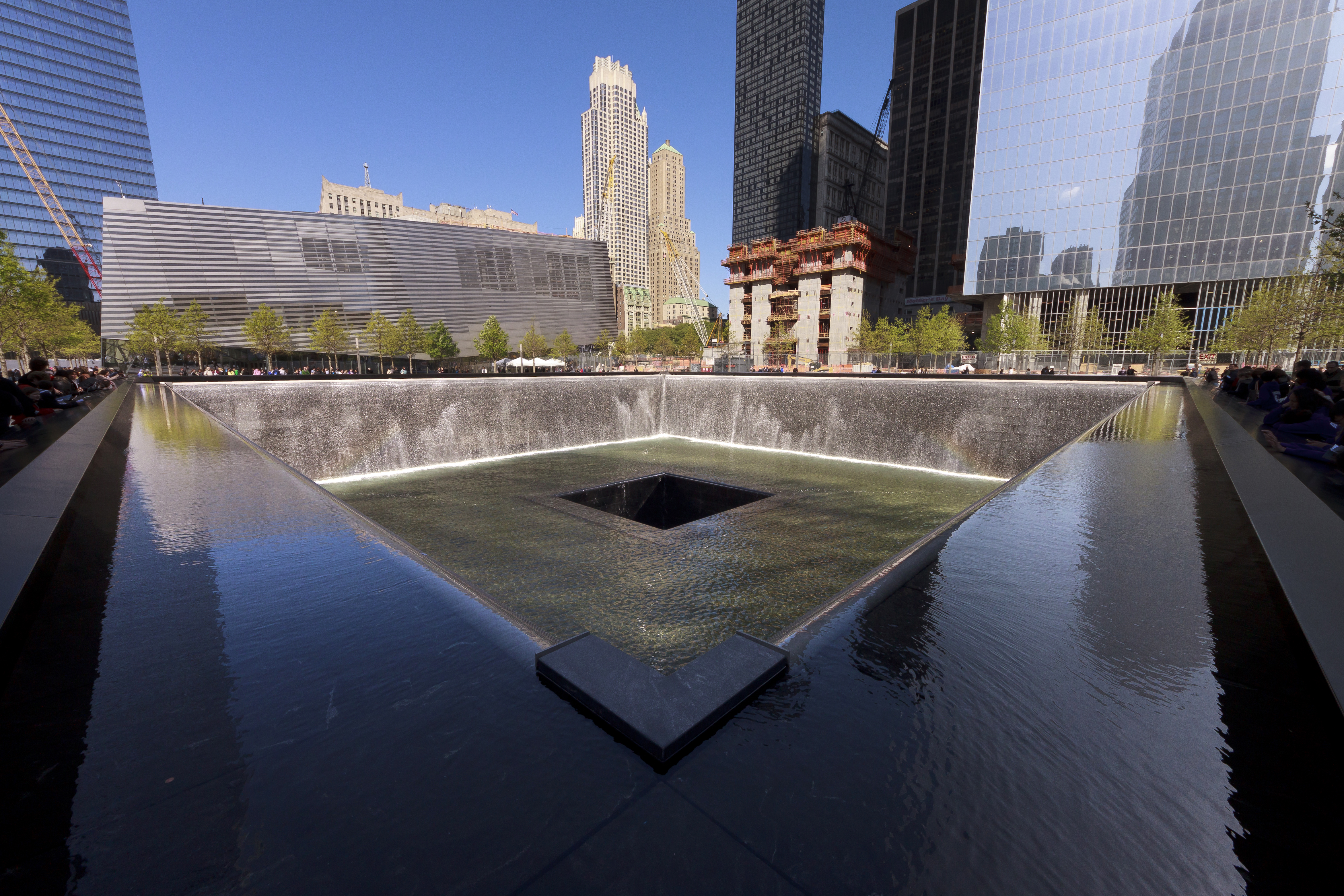
La piscina meridionale del memoriale, già completata, nell'aprile 2012.

Un memoriale chiamato Reflecting Absence (Riflettendo l'assenza) onora le vittime degli attentati dell'11 settembre 2001 e del '93. Il memoriale, progettato da Peter Walker e dall'architetto israelo-statunitense Michael Arad, consiste in un campo di alberi interrotto dalle fondamenta delle Torri Gemelle. Nella parte inferiore di queste fondamenta sono presenti pozze d'acqua e i nomi delle vittime sono incisi sulle mura. Inoltre è visibile il diaframma che frena il fiume Hudson sul lato ovest ed era parte integrante della proposta di Libeskind. Walker e Arad sono stati selezionati nel gennaio 2004 tra le 5.000 opere presentate al concorso di design commemorativo.
Il 12 ottobre 2004, la LMDC annunciò che Gehry Partners LLP e Snøhetta, uno studio di architettura norvegese, avrebbero progettato il Performing Arts Center e il museo. Il complesso progettato da Snøhetta fungerà da museo, memoriale e centro visitatori, dopo che i parenti delle vittime degli attentati si opposero all'occupante originariamente previsto, l'International Freedom Center. Il complesso di Gehry ospiterà solo il Joyce Theater, poiché la Signature Theatre Company si ritirò a causa di limiti di spazio e bilancio. Il Ground Zero Museum Workshop è un museo senza scopo di lucro gestito privatamente che non è collegato al memoriale ufficiale né al museo Gehry.
La costruzione del memoriale è stata completata all'inizio del 2011, e ha aperto i battenti l'11 settembre 2011, in coincidenza con il decimo anniversario degli attentati. L'apertura del museo era originariamente prevista per l'11 settembre 2012 ma la sua apertura è stata ritardata a causa di controversie finanziarie e dei danni causati dall'Uragano Sandy al sito. Infine, il museo ha aperto i battenti a maggio 2014.

### Centro commerciale
Il primo gruppo di negozi presso il Westfield World Trade Center ha aperto i battenti il 16 agosto 2016. Ha circa 33.900 mq di spazio, che lo rende nuovamente il più grande centro commerciale di Manhattan. Sebbene il nuovo centro commerciale si estenda per circa metà dell'area del centro commerciale originale (a causa dello spazio occupato dal memoriale e dal museo), ha due piani, mentre il centro commerciale originale aveva solo un piano. I primi tre piani del 2 World Trade Center e il 3 World Trade Center ospiteranno anche negozi, così come i primi quattro piani del 4 World Trade Center. Anche il Transportation Hub contiene una grande quantità di spazio commerciale.

### Transportation Hub

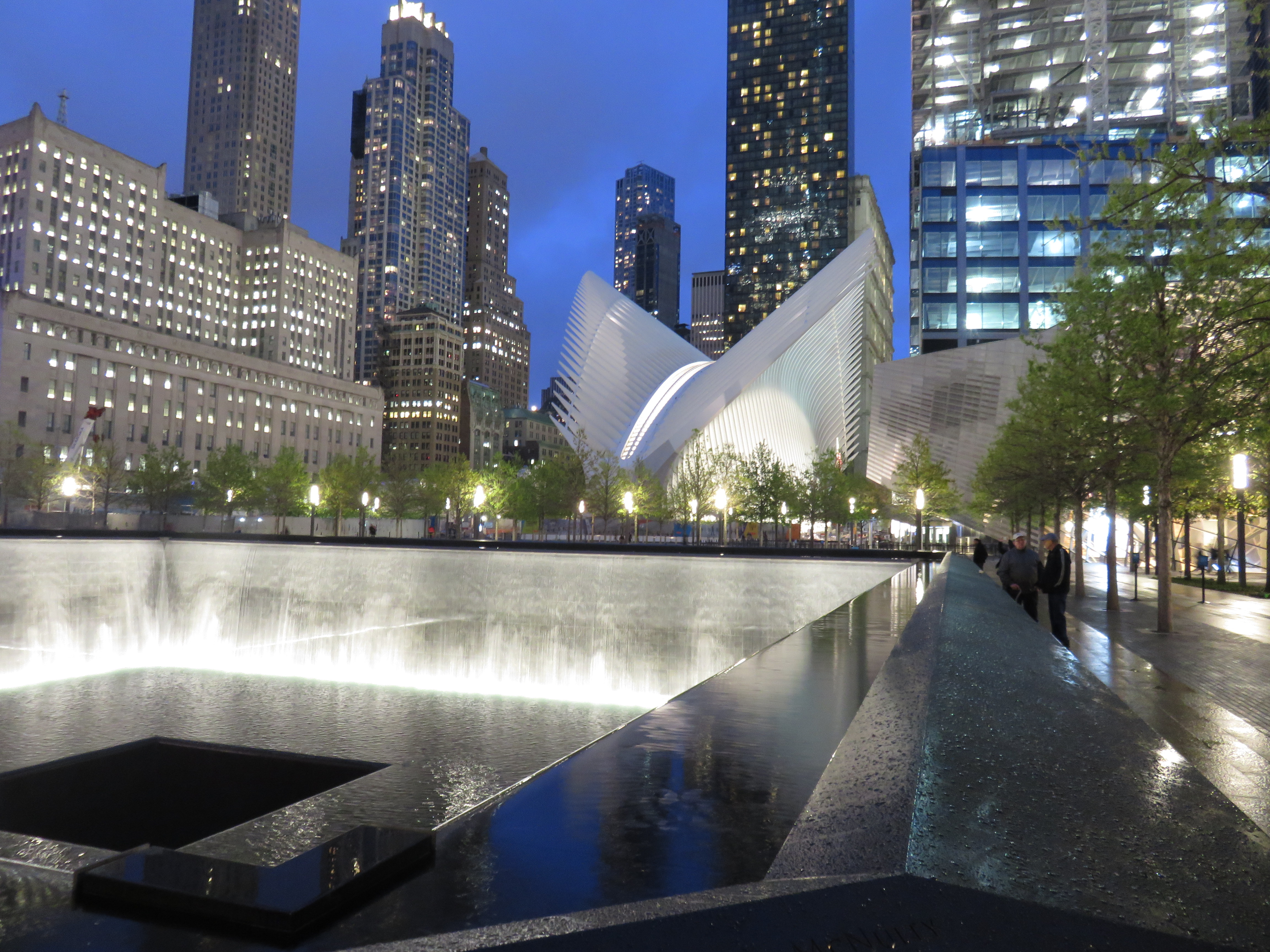
Il Transportation Hub visto di notte.

Santiago Calatrava ha progettato il Transportation Hub del World Trade Center, il cui componente principale è la stazione PATH che sostituisce la vecchia stazione del World Trade Center. Questo edificio collega la stazione della PATH e quella servita dalla linea 1 della metropolitana con il terminal dei traghetti, il World Financial Center e One World Trade Center, nonché le linee 2, 3, 4, 5, A, C, J, N, R e Z della metropolitana di New York, attraverso il Fulton Center. L'Autorità Portuale prepara la nuova stazione, nonché il memoriale e il museo, con uno scambiatore di calore alimentato da quattro tubi che fanno circolare l'acqua del fiume Hudson. Il costo di costruzione dell'hub di trasporto è stimato a 3,4 miliardi di dollari. L'edificio è stato aperto ufficialmente il 3 marzo 2016, con molti anni di anticipo rispetto al previsto e qualche miliardo di dollari in più rispetto al bilancio.

### Performing Arts Center
Il Performing Arts Center del World Trade Center venne annunciato nel 2004 e l'edificio è progettato da Gehry Partners LLP e Snøhetta. Il complesso ospiterà solo il Joyce Theater, poiché la Signature Theater Company ha abbandonato il progetto a causa di limiti di spazio e costi. La costruzione doveva iniziare a dicembre 2014, quando iniziò la graduale eliminazione della stazione temporanea PATH. Tuttavia, i piani originali sono stati archiviati a settembre 2014. Dopo la scelta di un nuovo progetto nel 2015, è stato annunciato che a Joshua Prince-Ramus era stato assegnato il contratto per la progettazione dell'edificio. A giugno 2016, il centro è stato ribattezzato in onore dell'uomo d'affari Ronald Perelman, che ha donato $75 milioni per la sua costruzione e l'8 settembre 2016 è stato presentato il nuovo progetto. La costruzione del parcheggio sotterraneo è iniziata nel 2017, la costruzione del centro stesso inizierà nel 2018 ed è prevista l'apertura nel 2020.
Al termine, il Performing Arts Center avrà una superficie di circa 8000 m2 su tre piani. Il piano terra ospiterà un bar che fornirà spuntini durante gli intervalli degli spettacoli. Il secondo piano conterrà sale prove e camerini per gli attori, mentre il terzo piano ospiterà tre teatri. Tutti e tre i teatri sono progettati in modo tale che le pareti possano ruotare ed espandersi per fornire più spazio per un teatro, se necessario. In totale, i tre teatri avranno una capacità di circa 1.200 persone.

### Liberty Park

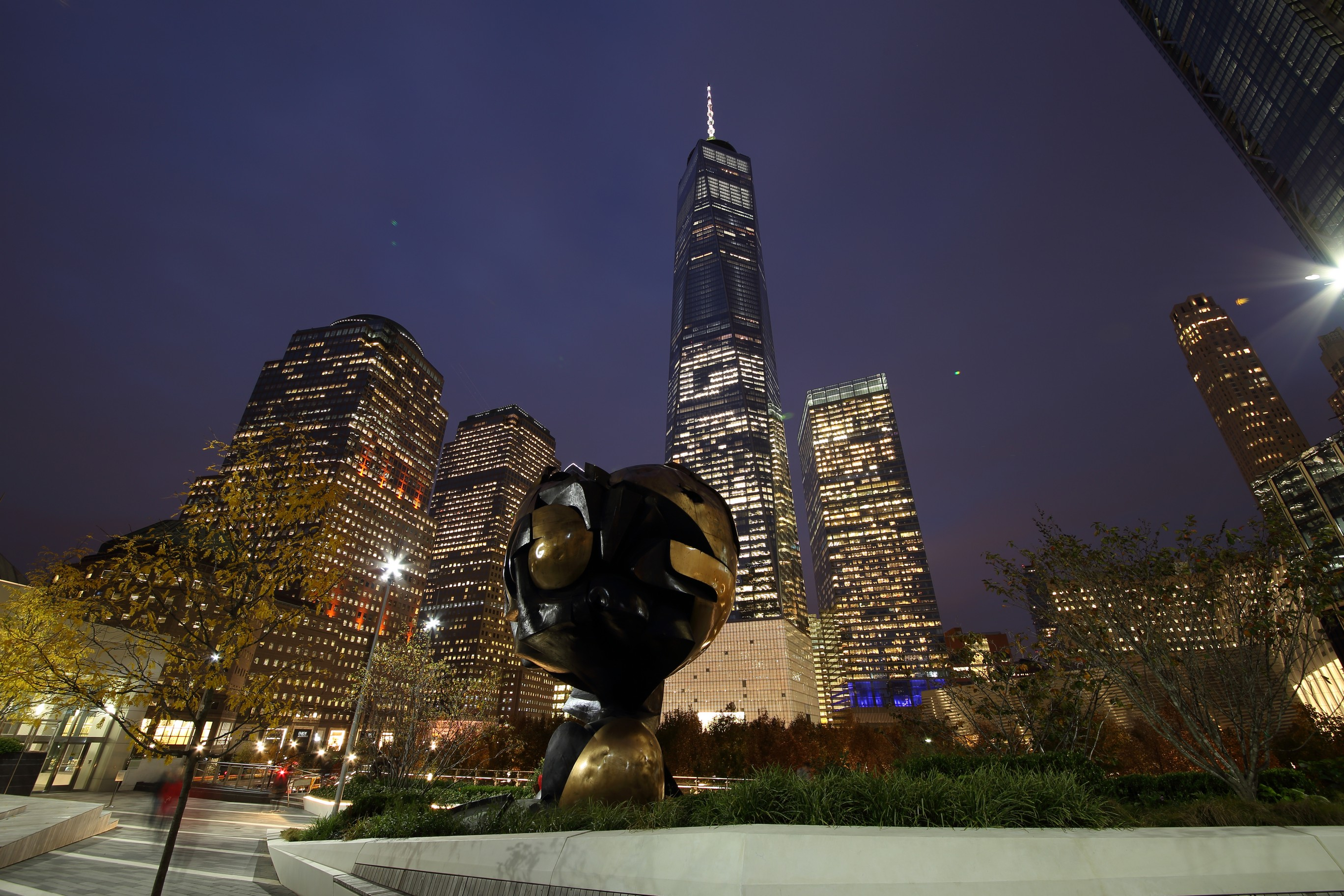
Vista notturna da Liberty Park, con la scultura The Sphere in primo piano.

Liberty Park, un nuovo parco sopraelevato, è stato costruito su un parcheggio chiamato Vehicular Security Center nell'angolo sud-ovest del complesso. La sua costruzione iniziò nel 2013, quando fu completato il Vehicular Security Center. L'Autorità Portuale ha stanziato circa $50 milioni di dollari per la costruzione del parco nel dicembre 2013. È stato inaugurato il 29 giugno 2016. Il 16 agosto 2017, l'autorità portuale ha installato l'emblematica scultura The Sphere all'interno del parco, che si trovava nel vecchio World Trade Center e fu danneggiata dagli attentati. In origine la Chiesa greco-ortodossa di San Nicola doveva essere ricostruita all'esterno del complesso ma in seguito fu deciso di costruirla al Liberty Park.
Il parco ha una superficie di 4000 m2, si trova ad un'altezza di sei metri e ha una capacità di 750 persone. C'è un giardino verticale sulla facciata del Vehicular Security Center verso Liberty Street. Un percorso percorre l'intera lunghezza del parco con un tracciato ondulato. Le sue uscite sono tre scale, un ponte pedonale e una rampa dritta che porta a Greenwich Street. Una delle scale è parallela a Greenwich Street e si trova accanto alla chiesa. Ci sono panchine di legno e un piccolo anfiteatro simile a uno spazio elevato sul lato del parco di fronte a West Street. Infine, c'è un balcone che funge da gazebo lungo gran parte di Liberty Street e un altro balcone leggermente curvo ai piedi della chiesa.

### Fiterman Hall
La Fiterman Hall originale era un edificio per uffici aperto nel 1959 e occupava un isolato circondato da Greenwich Street, Barclay Street, West Broadway e Park Place. Fu donato al Borough of Manhattan Community College nel 1993 da Miles e Shirley Fiterman, in onore del quale il nome dell'edificio fu cambiato. Nel 2000, l'Autorità Hall Hall della New York State University, proprietaria dell'edificio, iniziò un ambizioso rinnovamento per adattare meglio l'edificio per l'uso come aule. Durante gli attacchi dell'11 settembre 2001, la struttura della Fiterman Hall è stata gravemente danneggiata dai detriti del crollo del 7 World Trade Center. Il rinnovamento non fu mai completato e l'edificio fu demolito nel 2008. Dopo una serie di ritardi, nel dicembre 2009 è iniziata la costruzione di un nuovo edificio progettato dallo studio di architettura Pei Cobb Freed & Partners, completato nel 2012.
La Fiterman Hall originale era un edificio per uffici aperto nel 1959 e occupava un isolato circondato da Greenwich Street, Barclay Street, West Broadway e Park Place. Fu donato al Borough of Manhattan Community College nel 1993 da Miles e Shirley Fiterman, in onore del quale il nome dell'edificio fu cambiato. Nel 2000, l'Autorità Hall Hall della New York State University, proprietaria dell'edificio, iniziò un ambizioso rinnovamento per adattare meglio l'edificio per l'uso come aule. Durante gli attentati dell'11 settembre 2001, la struttura della Fiterman Hall venne gravemente danneggiata dai detriti del crollo del 7 World Trade Center. Il rinnovamento non fu mai completato e l'edificio fu demolito nel 2008. Dopo una serie di ritardi, a dicembre 2009 è iniziata la costruzione di un nuovo edificio progettato dallo studio di architettura Pei Cobb Freed & Partners, completato nel 2012.

## Logo
Il nuovo logo del World Trade Center, introdotto ad agosto 2014, è stato progettato dalla società Landor Associates e ha la forma di una W. Le barre nere, gli spazi vuoti e la W stessa hanno il loro significato, dando al logo almeno sei significati:
- Le cinque barre del logo rappresentano le cinque torri che il World Trade Center avrà una volta completato.[194][195]
- Le barre nella metà superiore del logo sono tagliate con un angolo di 17,76 gradi, evocando l'altezza del One World Trade Center (1.776 piedi), che non è casuale, ma simbolica, rappresentando l'anno 1776, anno della Dichiarazione d'indipendenza degli Stati Uniti d'America.[194][195]
- Ci sono due colonne bianche nella parte superiore che simboleggiano il Tribute in Light.[194][195]
- Le tre barre nere in cima ricordano anche le colonne delle Torri Gemelle, che avevano la forma di un tridente.[194][195]
- Le due barre nere in basso rappresentano le due piscine del memoriale del World Trade Center.[194][195]
- Il logo nel suo insieme ha una forma a "W", riferendosi al World Trade Center e al Westfield World Trade Center.[194][195]

Nel 2013 Landor Associates ha ottenuto un contratto da 3,57 milioni di dollari, che includeva "prestazioni di servizi professionali per la progettazione e l'implementazione dell'etichettatura, la segnaletica e il programma di comunicazioni operative del World Trade Center" e lo sviluppo del nuovo logo. Douglas Riccardi, direttore dell'azienda di progettazione Memo, affermò sul logo che "la sua forza è la sua capacità di essere vista in molti modi diversi. Non puoi ottenere più significato in cinque piccole barre. Il problema è che molte persone potrebbero non preoccuparsi di scoprire quali siano questi significati".